# Linus Tholse
Linus Tholse (Nyköping, 27 aprile 1989) è un pallavolista svedese.
Gioca nel ruolo di schiacciatore nel Falkenbergs.

## Biografia
Figlio del centrale Peter Tholse, è cresciuto in Svezia nel Falkenbergs. Si è trasferito in Belgio nella stagione 2010-11 per vestire la maglia dello Schuvoc Halen. Nel 2011-12 ha militato nell'Umbria Volley San Giustino, per poi fare ritorno al Falkenbergs.
Con la maglia della nazionale svedese ha disputato il Campionato europeo 2011.